# Івановський (Уфимський міський округ)
Іва́новський (рос. Ивановский, башк. Ивановка) — селище у складі Башкортостану, Росія. Входить до складу Уфимського міського округу, Орджонікідзевського району міста Уфа.
Населення — 123 особи (2010, 117 у 2002).
Національний склад:
- росіяни — 53 %
- татари — 32 %